# Acid gama-linolenic
Acidul γ- sau gama-linolenic (denumit și acid gamolenic; abreviat GLA din engleză gamma-linolenic acid) este un acid gras omega-6. Sursele naturale principale sunt uleiurile unor semințe. Este izomer cu acidul alfa-linolenic (ALA), un acid gras 18:3 (n−3).